# 让泰
让泰（法語：Genté，法語發音：[ʒɑ̃te]）是法国夏朗德省的一个市镇，属于干邑区。

## 地理
让泰（45°37'40"N, 0°18'50"W）面积11.59 平方千米，位于法国新阿基坦大区夏朗德省，该省份为法国西部内陆省份，北起德塞夫勒省和维埃纳省，东临上维埃纳省，东南至多尔多涅省，南至多爾多涅省，西接滨海夏朗德省。
与让泰接壤的市镇（或旧市镇、城区）包括：昂雅克香槟、沙托贝尔纳、让萨克拉帕吕、萨勒当格勒。

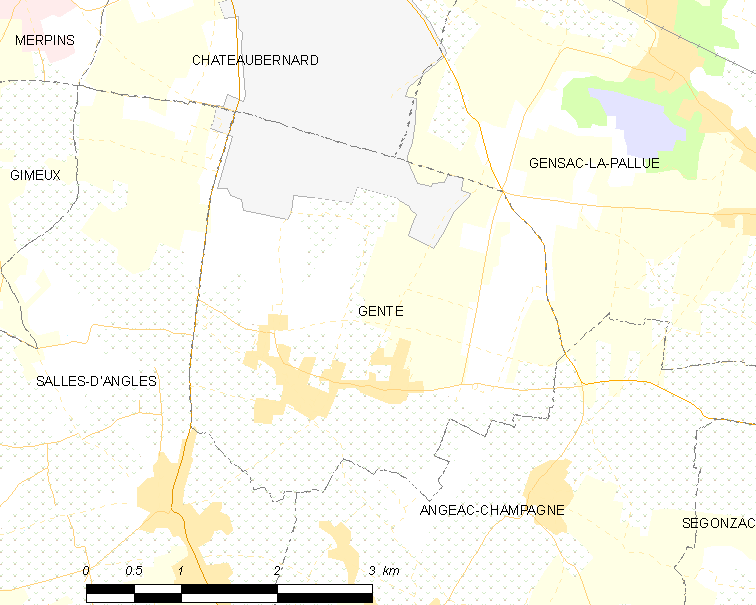
让泰的OSM定位图

让泰的时区为UTC+01:00、UTC+02:00（夏令时）。

## 行政
让泰的邮政编码为16130，INSEE市镇编码为16151。

## 政治
让泰所属的省级选区为夏朗德-香槟县。

## 人口

1962-2008年间让泰人口变化图示

让泰于2022年1月1日时的人口数量为929人。